# Ali Asad (zapaśnik)
Ali Asad (ur. 2 września 2000) – pakistański zapaśnik walczący w stylu wolnym.
Brązowy medalista igrzysk wspólnoty narodów w 2022 roku.